# Sponsoring

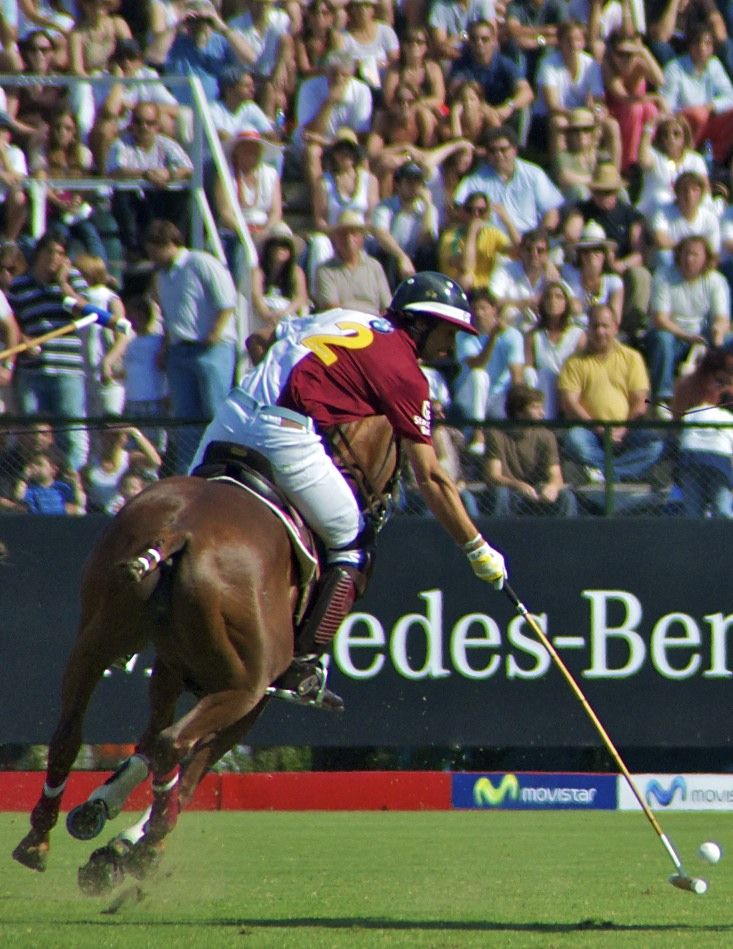
Sponsoring firmy motoryzacyjnej w jeździectwie

Sponsoring (również sponsorowanie) – forma promocji. Jego istotą są skojarzenia, dzięki którym pozytywny obraz sponsorowanego przenosi się na sponsora.
Znak sponsora najczęściej towarzyszy imprezom lub działaniu sponsorowanych instytucji. W przypadku produktów, których reklama jest ograniczona przepisami prawnymi (np. wyroby tytoniowe, alkoholowe), sponsoring jest często jedyną możliwością promocji masowej. Sponsoring jest jednym z narzędzi public relations wykorzystywanych przez sponsora. Ważnym argumentem przemawiającym za stosowaniem sponsoringu jest również zwiększające się zainteresowanie masową rozrywką oraz wzrost świadomości społecznej.

## Charakterystyka
W sponsoringu występują zawsze dwie strony: sponsor – jest nim najczęściej przedsiębiorca lub osoba prywatna zainteresowana promowaniem siebie lub swoich produktów i ponosząca z tego tytułu określone koszty, oraz sponsorowany – osoba lub instytucja, która korzysta ze świadczenia.
Z punktu widzenia przedmiotu najczęściej wyróżnia się następujące obszary sponsoringu:
- sport – imprezy, drużyny lub indywidualni sportowcy
- kultura i sztuka – instytucje kulturalne: teatry, muzea, kina, imprezy, wystawy, festiwale, twórcy i artyści
- ekologia – ochrona przyrody i środowiska naturalnego, utrzymanie ginących gatunków zwierząt w zoo
- sfera społeczna – wspieranie placówek, np. domy dziecka, domy opieki społecznej, akcje charytatywne np. dożywianie dzieci
- ochrona zdrowia – szpitale, przychodnie, akcje związane z badaniami profilaktycznymi, edukacja w zakresie ochrony zdrowia
- oświata – wspieranie szkół, przedszkoli
- nauka – badania naukowe, ekspedycje przyrodnicze i geograficzne, książki i inne publikacje, konferencje i sympozja.

Sponsoring bywa rozumiany jako forma dobroczynności (filantropii) i to zarówno przez sponsorów, jak i sponsorowanych. Jednak dla sponsorów jest on dodatkową formą promocji. Sponsoring jest to działanie marketingowe, promujące markę, usługę lub produkt w związku z wizerunkiem czy prestiżem, które ma przynieść określone korzyści sponsorowi, niekoniecznie w krótkim przedziale czasowym.

## Forma pracy AA
Sponsoring jest także formą pracy z Programem 12 Kroków i 12 Tradycji, stworzonym przez Anonimowych Alkoholików i zaadaptowanym przez: AN, Al-Anon, DDA, AJ, AD, SLAA, AH, SA oraz inne wspólnoty dwunastokrokowe. Sponsoring zazwyczaj polega na współpracy dwóch osób – sponsora i podopiecznego. Sponsor to bardziej doświadczony członek danej wspólnoty i pomagający podopiecznemu przejść przez program 12 Kroków. Relacja sponsor – podopieczny nie opiera się na jakichkolwiek gratyfikacjach finansowych i jest dobrowolna.

## Umowa sponsoringu w sporcie
W polskim systemie prawa cywilnego umowa sponsoringu w sporcie (umowa sponsorka) jest umową nienazwaną, wzajemną - dwustronnie zobowiązującą, zawieraną przez strony umowy na zasadzie swobody kształtowani umów (zob. art. 351[1] k.c.). Uznając doktrynalną definicję sponsoringu w sporcie (za B.Armknecht), przez sponsoring należy rozumieć zgodne, skutecznie złożone oświadczenia woli dwóch podmiotów (sponsorującego oraz sponsorowanego), których wolą jest odpłatne i wzajemne wspieranie się, przy czym po stronie sponsora będzie to świadczenie pieniężne, rzeczowe lub usługowe, a po stronie sponsorowanego promowanie, użyczenie wizerunku czy wprost reklama'.